# 王侯库蚊
王侯库蚊（学名：Culex rajah）是婆罗洲沙巴特有的的库蚊属物种。现仅在马来王猪笼草的捕虫笼中发现过王侯库蚊的幼虫。所以其被认为是一个依猪笼草底内动物。